# Aapo Halme
Aapo Ilmari Halme (Helsinki, 22 maggio 1998) è un calciatore finlandese, difensore svincolato.

## Carriera

### Club
Cresciuto nell'Honka, nel 2015 si trasferisce all'HJK. Dopo una stagione trascorsa con le riserve del Klubi 04, il 26 gennaio 2016 viene definitivamente promosso in prima squadra, firmando un contratto triennale. Il 3 gennaio 2018 passa al Leeds United, legandosi al club inglese fino al 2022.
Il 3 luglio 2019 viene ceduto al Barnsley.

### Nazionale
Ha giocato in tutte le nazionali giovanili finlandesi, esordendo con l'under-21 l'8 giugno 2017, nell'amichevole vinta contro l'Ucraina. L'esordio ufficiale è invece avvenuto il 7 settembre 2018, in occasione della partita di qualificazione all'Europeo 2019 persa per 2-0 contro la Danimarca.
Nel maggio del 2021 viene convocato per la prima volta in nazionale maggiore venendo inserito nei pre-convocati per Euro 2021.

## Statistiche

### Presenze e reti nei club
Statistiche aggiornate al 12 ottobre 2018.
| Stagione        | Squadra         | Campionato      | Campionato | Campionato | Coppe nazionali | Coppe nazionali | Coppe nazionali | Coppe continentali | Coppe continentali | Coppe continentali | Altre coppe | Altre coppe | Altre coppe | Totale | Totale | Totale |
| Stagione        | Squadra         | Comp            | Pres       | Reti       | Comp            | Pres            | Reti            | Comp               | Pres               | Reti               | Comp        | Pres        | Reti        | Pres   | Reti   |        |
| --------------- | --------------- | --------------- | ---------- | ---------- | --------------- | --------------- | --------------- | ------------------ | ------------------ | ------------------ | ----------- | ----------- | ----------- | ------ | ------ | ------ |
| 2015            | Klubi 04        | KK              | 15         | 1          | -               | -               | -               | -                  | -                  | -                  | -           | -           | -           | 15     | 1      |        |
| 2015            | HJK             | VL              | 2          | 0          | CF+LC           | 0+0             | 0               | -                  | -                  | -                  | -           | -           | -           | 2      | 0      |        |
| 2016            | HJK             | VL              | 14         | 0          | CF+LC           | 2+2             | 0               | UEL                | 1                  | 0                  | -           | -           | -           | 19     | 0      |        |
| 2017            | HJK             | VL              | 13         | 1          | CF              | 1               | 0               | UEL                | 1                  | 0                  | -           | -           | -           | 15     | 1      |        |
| Totale HJK      | Totale HJK      | Totale HJK      | 29         | 1          |                 | 5               | 0               |                    | 2                  | 0                  |             | -           | -           | 36     | 1      |        |
| Totale carriera | Totale carriera | Totale carriera | 44         | 2          |                 | 5               | 0               |                    | 2                  | 0                  |             | -           | -           | 51     | 2      |        |

## Palmarès

### Club

#### Competizioni nazionali
- Coppa di Finlandia: 1

HJK: 2016-2017
- Campionato finlandese: 3

HJK: 2017, 2022, 2023
- Coppa di Lega finlandese: 1

HJK: 2023